# Gerhard Michael Ambrosi

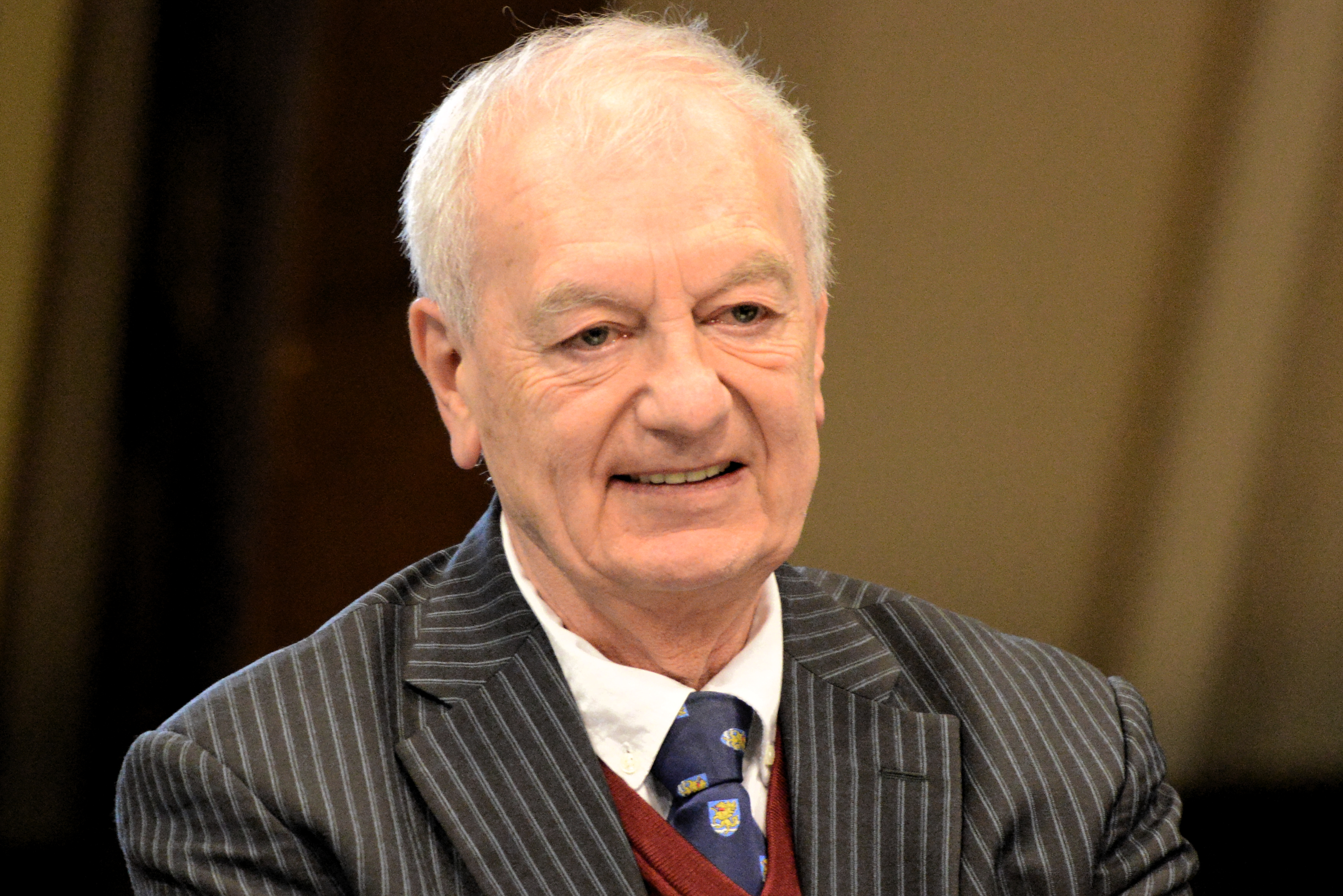
Gerhard Michael Ambrosi (2014)

Gerhard Michael Ambrosi (* 27. März 1943 in Berlin) ist ein deutscher Wissenschaftler und ehemaliger Lehrstuhlinhaber (Jean-Monnet-Professor ad personam) für Europäische Wirtschaftspolitik an der Universität Trier. Dort war er als Direktor des Zentrums für Europäische Studien tätig.

## Biographie
Ambrosi, Nachfahre einer angesehenen siebenbürgisch-sächsischen Weingutsbesitzerfamilie, verbrachte seine Kindheit in Hermannstadt und Mühlbach in Siebenbürgen, Rumänien. Nach seiner Übersiedlung 1951 in die Bundesrepublik Deutschland legte er 1962 das Abitur an der Wald-Oberschule in West-Berlin ab. Bei einem Aufenthalt als Austauschschüler machte er 1961 das High School Diploma in Grosse Point, Michigan, USA.

### Wissenschaftliche Laufbahn
Ambrosi studierte Volkswirtschaftslehre an der Freien Universität Berlin und machte 1968 den Abschluss als Diplomvolkswirt. 1966 erwarb er zusätzlich an der Université Internationale des Sciences Comparées in Luxemburg das Diplôme d’Economie Comparée.
1970 arbeitete er in der Kommission der Europäischen Gemeinschaft in Brüssel als Praktikant im Kabinett von Kommissar Altiero Spinelli und war während eines einjährigen Aufenthaltes in Cambridge u. a. Organisationsassistent am Weltkongress der Econometric Society in Cambridge im September 1970. Im Anschluss war er an der Universität Konstanz als wissenschaftlicher Mitarbeiter tätig und unterrichtete am Wagner-College in Bregenz Wirtschaftswissenschaft. 1979 promovierte Ambrosi zum Dr. rer. pol. an der Freien Universität Berlin und habilitierte sich 1987/88.
Von 1992 bis 2010 war Ambrosi Professor für Europäische Wirtschaftspolitik an der Universität Trier. Im Rahmen des European Recovery Program (ERP) engagierte er sich in Kooperation mit dem Deutschen Akademischen Austauschdienst (DAAD) für die Weiterbildung von ausländischen Studierenden, vor allem aus Rumänien. 1996 erhielt er eine Ehrenprofessur der Universität Kronstadt und 2002 wurde er Ehrenbürger der Gemeinde Großprobstdorf in Rumänien. 2005 wurde ihm von der Wirtschaftsakademie Bukarest die Ehrendoktorwürde verliehen.
Seit seiner Emeritierung 2010 widmet sich Ambrosi der antiken Wirtschaftslehre, insbesondere der Nikomachischen Ethik von Aristoteles. Ambrosi ist verheiratet und hat eine Tochter.

## Publikationen

### Bücher
Auswahl
- Keynes, Pigou and Cambridge Keynesians - Authenticity and analytical perspectives in the Keynes-Classics debate. Houndmills, Basingstoke etc.: Palgrave Macmillan Review by G.C. Harcourt, Economica, Vol. 73, pp 359-361.  doi:10.1111/j.1648-0335.2006.00083_5.x. 2003.
- Systemtransformation und Zahlungsunion – Theoretische und historische Modellansätze für die Transformationskrisen der 1990er Jahre. Pfaffenweiler: Centaurus. 1993.
- Die Keynessche Beschäftigungsfunktion - Eine Studie zur Neurezeption der Keynesschen Beschäftigungstheorie. Berlin: Duncker & Humblot. 1981.

### Zeitschriftenbeiträge und Artikel
Auswahl
- The Goodwin growth cycle model as solution to a variational problem. Cambridge Journal of Economics, Volume 39, Issue 6, Pages 1645–1658, 2015.
- Aristotle's Geometrical Accounting. Cambridge Journal of Economics, 2014.
- Der Beitrittsprozess der Türkei zur EU und die Debatten um eine Europäische Identität – von einem "Karolingischen" zu einem "Konstantinischen" Europa. In: Beitrittsprozess der Türkei und ihre Widerspiegelung auf die Deutsch-Türkischen Beziehungen, S. 1–10. Istanbul Kültür Universiti. Tagungsband des Humboldt-Kollegs'09, 07-10 Mai 2009, Istanbul. 2009.
- Contribution to the CEDR/UDE joint Symposium, Wuhan University, PR China, April 2–4 on Human Resources, Labor Markets and Social Security: Current Developments and Problems in China and the European Union, 2009.
- Wirtschafts- und Finanzpolitik. In: Wolfgang H. Lorig und Mario Hirsch (Hrsg.), Das politische System Luxemburgs – eine Einführung, S. 231–252. VS Verlag, 2008.
- Towards a Constantinian Europe – Overcoming the East-West Divide. In: Andrei Marga (Hrsg.), Living in Truth – A Conceptual Framework for a Wisdom Society and the European Construction. 2008.
- Keynes, Pigou, and the General Theory. Contribution to a Keynes Seminar at Cambridge, UK. 2008.
- Environmental Policy as "Horizontal Policy" and the Universities in the European Union. Universiti Kebangsaan Malaysia, Bangi. Contribution to: 20th International Conference on Higher Education (ICHT) "The Role of the University in Bridging Civilisations." 2008
- Aristotle's geometrical model of distributive justice. Paper prepared for the 11th ESHET Conference "Justice in Economic Thought", Louis Pasteur Universität, Straßburg. 2007.
- The Myopia of Neo-Liberal Doctrine – Outline of a Neo-Hegelian Critique. Institute for contemporary Studies of the Central Compilation & Translation Bureau (CCTB), Peking, P. R. China. Contribution to the Seminar on Ownership and Humanistic Values, Peking, P.R. China. 2006.